# Marco Ferrando
Marco Ferrando (Genova, 18 luglio 1954) è un politico italiano, dal 18 giugno 2006 portavoce del Partito Comunista dei Lavoratori ed è stato referente italiano del Coordinamento per la Rifondazione della Quarta Internazionale.

## Biografia
È stato professore di storia e filosofia presso il liceo scientifico statale Arturo Issel di Finale Ligure e attualmente si occupa a tempo pieno di politica.
La sua vita politica iniziò nel 1970, quando nel liceo che frequentava, il Liceo Mazzini di Genova, partecipò a un'occupazione per rivendicare il diritto di assemblea. Di conseguenza entrò a far parte del Collettivo Leninista, struttura d'intervento nelle scuole di Lotta Comunista, partito extraparlamentare che si richiama al leninismo e alla sinistra comunista; Ferrando ne uscì nel 1972 per alcune divergenze politiche con la sua linea, mentre nel 1975, dopo un periodo da "cane sciolto", si avvicinò al trotskismo, facendo parte, con Franco Grisolia, delle organizzazioni trotskiste GBL (Gruppo Bolscevico Leninista) e LOR (Lega Operaia Rivoluzionaria) che nel 1984 conflui nella LCR Lega comunista rivoluzionaria IV internazionale, diretta da Livio Maitan e sezione italiana del Segretariato Unificato della IV internazionale.
Nel 1987 era delegato dei Cobas scuola. Quello stesso anno si candida alle elezioni politiche per la Camera con Democrazia Proletaria (DP); ottiene 192 preferenze senza essere eletto.
Successivamente Ferrando diresse, con Franco Grisolia e Fernando Visentin, il Gruppo Bolscevico-Leninista, attivo a Milano e a Genova; quando un'altra formazione separatasi dai GCR, la Lega Comunista, si sciolse nel 1989 in Democrazia Proletaria, un nucleo di militanti milanesi di quest'organizzazione si unificò con il gruppo di Ferrando creando la Lega Operaia Rivoluzionaria, più tardi assorbita dai GCR, che cambiarono nome in Lega comunista rivoluzionaria IV internazionale (LCR). All'interno della LCR, attiva a Torino, Milano, Brescia, Pordenone, Livorno, Roma, Taranto e altre città, Ferrando e Grisolia costituirono una minoranza rispetto al gruppo dirigente principale, legato a Livio Maitan e Franco Turigliatto.
Nel 1989 la LCR confluì in DP e Ferrando fu segretario della federazione di Savona del partito, da cui coordinò la costituzione di un "coordinamento" per raggruppare tutti i comunisti locali, compresi molti militanti e dirigenti del Partito Comunista Italiano in disfacimento, ostili alla cosiddetta svolta della Bolognina del segretario Achille Occhetto.
Nel 1991 DP si sciolse nel Partito della Rifondazione Comunista, di cui fin dal 1992 Ferrando e Grisolia hanno fatto parte, con la loro componente derivata dalla sinistra della LCR, dell'area di minoranza del PRC, contraria al gruppo dirigente prima di Sergio Garavini e poi di Fausto Bertinotti.

### CorrenteProgetto
Nel 1999 si costituì un'area programmatica denominata "Associazione Marxista Rivoluzionaria Progetto Comunista": Ferrando e Grisolia ne erano a capo, ma ne facevano parte anche diverse altre componenti. Così il gruppo di Ferrando si denominò Proposta per la Rifondazione Comunista, continuando ad avere maggior peso in Progetto Comunista.
Nel V congresso del PRC (2002) FalceMartello e "Proposta" sostennero una sola mozione (che raccolse l'11% dei consensi), ma nel VI congresso (2005) si presentarono separate: la componente di Bellotti (che prese circa l'1,7% dei consensi) si allontanò definitivamente dall'"AMR Progetto Comunista", di cui "Proposta" assunse il nome, raccogliendo il 6,5% dei voti di mozione.
"Progetto comunista" nel PRC aveva come propri capisaldi programmatici la critica verso la gestione del partito da parte della maggioranza di Bertinotti (accusata anche di aver escluso le minoranze da ruoli dirigenti), verso il progetto della Sinistra Europea e verso la non violenza (assunta dalla maggioranza stessa come "metodo di lotta"); la costituzione di un "polo autonomo di classe"; e la rottura con il "centro liberale" di Romano Prodi (costituito dalla maggioranza dei Democratici di Sinistra e da La Margherita). I riferimenti ideologici di Marco Ferrando e Franco Grisolia sono Lenin, Trotsky, Rosa Luxemburg e Antonio Gramsci.

### Il "caso Ferrando"
Il 21 gennaio 2006 Ferrando fu candidato dal gruppo dirigente di maggioranza, in occasione delle imminenti elezioni politiche, nelle liste del PRC al Senato (nel collegio dell'Abruzzo). In conseguenza di questa decisione, si verificò una scissione da parte di un gruppo di militanti di Progetto Comunista, guidati dal cremonese Francesco Ricci, che a breve sarebbero usciti da Rifondazione Comunista per lanciare il movimento costituente per un nuovo partito comunista, Progetto Comunista - Rifondare l'Opposizione dei Lavoratori, poi divenuto il Partito di Alternativa Comunista.
La candidatura di Ferrando suscitò intanto curiosità e scetticismo da parte dei mass-media. Pur non essendo il solo delle mozioni critiche del PRC a essere in lista (con lui il referente di "Essere Comunisti" Claudio Grassi e gli esponenti de "L'Ernesto" Alberto Burgio, Fosco Giannini, Gian Luigi Pegolo e Marilde Provera, con quelli di "Sinistra Critica" Luigi Malabarba, Salvatore Cannavò e Franco Turigliatto), egli era il solo (assieme alla quinta mozione "Rompere con Prodi e preparare l'alternativa operaia", presentata da FalceMartello) a rifiutare dichiaratamente ogni convergenza programmatica con L'Unione guidata da Romano Prodi, particolarmente con la lista de L'Ulivo (Democratici di Sinistra e Margherita), denunciando fortemente una vicinanza di quest'ultimo ai vertici di Confindustria (soprattutto a Luca Cordero di Montezemolo), alle grandi imprese e al sistema bancario (anche alla luce dalla vicenda Bancopoli).
Rifiutando anche la politica di concertazione dei tre sindacati confederali e la disponibilità ad accettare guerre avallate dall'ONU o di carattere "umanitario" (come quella del Kosovo, appoggiata dal primo Governo D'Alema nel 1999), chiariva anche la sua posizione in tema di politica estera. Il 10 febbraio su Libero Gennaro Sangiuliano pubblicò alcuni estratti di un libro di Marco Ferrando, intitolato L'altra Rifondazione, edizioni Giovanetalpa, e un profilo del "candidato" al Senato. Gli estratti dal libro di Ferrando danno giudizi fortemente critici nei confronti dello Stato di Israele e del leader del Prc Fausto Bertinotti. L'articolo di Libero, il giorno dopo, finì sul tavolo della direzione di Rifondazione, che convocata per altri motivi discute del "caso". Il 13 febbraio 2006, in un'intervista con Francesco Battistini del Corriere della Sera, Ferrando discute con l'intervistatore della guerra in Iraq mostrandosi convinto, ferma restando la sua contrarietà agli atti di terrorismo di matrice fondamentalista, del diritto alla legittima resistenza dei popoli aggrediti contro i contingenti militari, anche quello italiano; inoltre, accennando agli attentati di Nassiriya del 12 novembre 2003 in cui morirono 19 italiani (molti dei quali carabinieri), denunciò anche un collegamento tra l'invio di militari nella città irachena e gli interessi dell'Eni per motivi di sfruttamento di pozzi di petrolio. L'intervista fu intitolata, in sintesi, "Sparare ai nostri soldati? Un diritto degli iracheni" Ferrando: Nassiriya fu un caso di resistenza armata; Ferrando contestò una non-attinenza dello stesso titolo con il contenuto dell'intervista, ma confermò tutte le sue parole.
Il caso aprì la campagna elettorale e suscitò furiose polemiche nel mondo politico e dell'informazione, in merito alla questione dei cosiddetti "candidati impresentabili", come Vladimir Luxuria e Francesco Saverio Caruso (con il PRC) o come gli esponenti di estrema destra Pino Rauti, Adriano Tilgher, Roberto Fiore (con la Casa delle Libertà). Subito dopo la pubblicazione, l'intervista diventò motivo d'aspro confronto a Matrix tra Massimo D'Alema e Gianfranco Fini.
Libero riportò – oltre al titolo dell'intervista – anche parte del contenuto di un suo libro risalente al 2003, riconducibile alle stesse posizioni; il direttore del Corriere della Sera Paolo Mieli espresse il suo sdegno, mentre giornalisti di centro-sinistra come Michele Serra (La Repubblica) temevano che per l'intervista ci sarebbe stato un calo di voti de L'Unione in favore della coalizione di Silvio Berlusconi.
Esponenti della Cdl quali Gianfranco Fini, Giorgio La Malfa e Sandro Bondi, nonché il senatore a vita Francesco Cossiga contestarono allo schieramento d'opposizione la presenza di Ferrando in uno dei partiti dell'Unione, considerandolo un "impresentabile" filo-terrorista. Dello stesso tono le reazioni di esponenti di centro-sinistra come Clemente Mastella, Francesco Rutelli e Massimo D'Alema, oltre allo stesso Prodi, che chiesero a Bertinotti maggiore affidabilità e responsabilità. Anche il padre di Domenico Intravia, uno dei carabinieri morti a Nassiriya, chiese al centrosinistra di scusarsi.
Mentre Franco Giordano e Gennaro Migliore (PRC) criticavano il loro compagno di partito, Bertinotti e il responsabile dell'Area Organizzazione del partito Francesco Ferrara esclusero Ferrando dalle liste di Rifondazione (rimpiazzandolo con la pacifista e femminista Lidia Menapace), rimproverandogli aspramente l'incompatibilità delle sue idee con le tesi non violente della maggioranza. Questa decisione, presa dalla sola segreteria del partito, è stata considerata da più parti in contrasto con le norme democratiche interne; si sarebbero poi dimostrati inutili i tentativi di diversi dirigenti del PRC (come Grassi e Malabarba), di alcuni candidati alla Camera e di vari esponenti sindacali (appartenenti a CGIL, CUB e COBAS) di far riammettere tra i candidati il capo della minoranza.
Più tardi, in trasmissioni come Matrix, Ferrando ebbe modo di confermare la sua contrarietà al terrorismo e anche di parlare della "pietas" da lui provata dopo aver appreso della morte, nell'attentato, del marito carabiniere di una sua ex alunna di liceo, dicendo anche che il lutto è un'altra cosa. Dichiarò di non voler retrocedere su posizioni secondo lui comuni a tutte le aree critiche di Rifondazione (circa il 41% del partito). Accennò, come nell'intervista, anche a dati del Ministero delle Attività Produttive relativi agli interessi dell'ENI sull'area di Nassiriya, che confermerebbero un'inutile esposizione a rischi dei carabinieri poi deceduti.
Dopo l'eliminazione dalle liste di Ferrando, Bertinotti fu lodato da Prodi e da Clemente Mastella, che lo propose come Presidente della Camera (carica che in effetti avrebbe ricoperto dall'aprile 2006). D'Alema ironizzò sul dirigente trotskista («mi chiedo chi lo abbia mandato per far vincere le elezioni a Berlusconi») e quotidiani come Il Riformista e Corriere della Sera solidarizzarono e si congratularono col segretario di Rifondazione. Ferrando e la corrente di "Progetto" accusarono Bertinotti di aver di fatto subordinato l'autonomia del partito a pressioni provenienti da ambo i poli per divenire partito di governo (inseparabile dal futuro Partito Democratico e orientato verso posizioni socialdemocratiche) e di non aver sottoposto a verifica interna il Programma di governo dell'Unione.

### Uscita da Rifondazione Comunista
Il 7 maggio 2006 "Progetto" presentò al Comitato politico nazionale del PRC sia un Ordine del giorno legato alla missione militare italiana in Afghanistan (in cui si impegnava il partito a votare contro un suo rifinanziamento) sia la candidatura (presentata provocatoriamente, data la scontata non elezione) di Ferrando alla segreteria, alternativa a quella di Franco Giordano.
Mentre altri due ordini del giorno venivano approvati, il terzo (di Ferrando) venne respinto non solo dalla maggioranza del partito ma anche da due minoranze – "L'Ernesto" (Grassi) e "Sinistra Critica" (Cannavò) – che precedentemente si erano dichiarate contrarie alla partecipazione in un esecutivo di centro-sinistra; queste votarono anche a favore dell'elezione di Giordano, pur con qualche perplessità. Rimase solo la corrente della AMR "Progetto" Comunista a votare l'Odg sull'Afghanistan. Così Ferrando criticò sia le aree di Grassi e Cannavò (accusate di trasformismo) e la maggioranza di Giordano, rea a suo dire di un "tradimento" nei confronti del movimento per la pace.
Il 19 maggio 2006, poche ore prima dello scontato voto di fiducia dei senatori del PRC al secondo governo Prodi, sei membri del Comitato Politico Nazionale del PRC (Verrugio rimarrà nel PRC) appartenenti alla corrente abbandonarono il partito, con l'intento di fondare una nuova forza politica "di sinistra e di opposizione" legata ai valori per i quali Rifondazione sarebbe nata nel 1991.

### Partito Comunista dei Lavoratori
Il 18 giugno 2006, ad appena un mese dall'uscita ufficiale dal PRC, al cinema Barberini di Roma, si tiene il Meeting di fondazione che dà l'avvio ufficiale alla fase costituente del movimento che si trasformerà poi in Partito, al Congresso di Rimini nei primi di gennaio del 2008. Il nome definitivo è Partito Comunista dei Lavoratori.
Tale partito lo candida come premier per le elezioni politiche del 2008, dove il PCL ottiene 180 442 voti, pari allo 0,55%.
Alle elezioni europee del 2009 Ferrando è candidato senza essere eletto a causa del mancato raggiungimento della soglia di sbarramento da parte della lista.
Sull'onda della Rivoluzione tunisina ed egiziana, lancia la campagna del Fare come in Tunisia e in Egitto, iniziativa duramente criticata dal Popolo della Libertà, che ha minacciato di agire giudiziariamente contro Ferrando.
Successivamente si candida nuovamente a Premier per il PCL alle elezioni politiche del 2013, ottenendo 89 643 voti, ovvero lo 0,26%.
Alle elezioni politiche del 2018 è candidato alla Camera nella lista Per una Sinistra Rivoluzionaria (che comprende il Partito Comunista dei Lavoratori e Sinistra Classe Rivoluzione), la quale otterrà 29 176 voti pari allo 0,08% e non avendo raggiunto la soglia di sbarramento non viene eletto.
Alle elezioni politiche anticipate del 2022 viene candidato al Senato della Repubblica nella lista del PCL. Non sarà eletto a causa del mancato raggiungimento della soglia di sbarramento da parte del Partito.
Marco Ferrando si candida poi alla presidenza della regione Liguria alle regionali del 2024 raccogliendo però solo l'1,32% (circa 1.800 voti).